# Менни, Бенедетто
Бенедетто Менни или Анджело Эрколе (итал. Benedetto Menni или итал. Angelo Ercole Menni; 11 марта 1841, Милан — 24 апреля 1914, Динан) — итальянский пресвитер Ордена госпитальеров Святого Иоанна Божьего, основателем конгрегации сестёр госпитальеров Святого Сердца Иисуса. Папа Иоанн Павел II объявил его святым.

## Биография
Анджело Эрколе Менни родился 11 марта 1841 года в семье торговцев.
Работал в банке, но в возрасте 19 лет покинул работу и помогал раненным в битве при Мадженте, и решил присоединиться к «Фатебенефрателли», взяв религиозное имя Бенедетто.
1 мая 1860 года Бенедетто служил в госпитале в Лоди, а 14 октября 1866 года был рукоположен в священники в Риме.
В 1867 году Бенедетто был отправлен в Испанию чтобы восстановить порядок, где восстали госпитальеры Сан-Джованни ди Дио из-за законов 1835—1836 годов. Несмотря на нехватку средств, в 1868 году ему удалось основать в Барселоне детский сад для бедных и больных детей и психиатрическую больницу в Сьемпосуэлосе, недалеко от Мадрида. Возрождение ордена вскоре распространилось из Испании на Португалию, а затем в Мексику, где открывались другие больницы.
В 1881 году Бенедетто присоединился к братьям из больницы Сьемпосуэлос с религиозной общиной, дав жизнь женскому собранию сестёр-госпитальеров Святого Сердца Иисуса.
Бенедетто стал отцом в провинции Испании, затем апостольским посетителем и в 1911 году он был избран генеральным настоятелем ордена, но покинул пост только через год.
Бенедетто Менни умер 24 апреля 1914 года в Динане.

## Почитание
Бенедетто Менни был провозглашён блаженным 23 июня 1985 года. Папа Иоанн Павел II канонизировал его 21 ноября 1999 года в базилике Святого Петра в Ватикане. Тело Бенедетто находится в часовне больницы Чампосуэлос.